# Sterling North
Sterling North, född 4 november 1906 i Edgerton i Wisconsin, död 22 december 1974 i Morristown i New Jersey, var en amerikansk skribent och barnboksförfattare. Totalt publicerade han drygt 30 verk.
North inledde sin litterära karriär redan som sjuåring, när en av hans dikter trycktes i en barntidning vid namn St Nicolas. Sin första egna diktsamling fick han dock vänta till 19 års ålder med att få utgiven. På universitetet blev han redaktör för skolans studenttidning, och fick under samma tid också ett antal noveller och en del poesi tryckta i olika tidningar. Efter äktenskap med en barndomskamrat inledde han sin yrkesmässiga karriär som litteraturredaktör på diverse tidskrifter, med början i Chicago och sedan i New York. 
Sina böcker skrev han vid sidan om tidningsarbetet. För en vuxen publik skrev han bland annat biografier över Abraham Lincoln, Thomas Edison och Mark Twain. Som barnboksförfattare skrev han bland annat Midnight and Jeremiah; 1947) och Min tvättbjörn Slarver - Minnen från en lyckligare tid (Rascal - A Memoir of a Better Era; 1963). Båda för övrigt filmatiserades av Walt Disney under 1950- och 1960-talen, den förstnämnda under titeln So Dear to My Heart (svensk titel Det svarta fåret).
Boken om tvättbjörnen Slarver är hans mest kända. I den skildrade han ett år i hans tidiga ungdom där han fångade en tvättbjörnsunge som han kallade Slarver (i engelskt original Rascal). Boken beskriver den unge Sterlings äventyr med sitt ovanliga husdjur, samt mödor med att bekosta mat till djuret och hindra honom från att riva ner julgranen. Problemen med tvättbjörnen blev fler och fler. När Slarver blivit vuxen släppte Sterling till slut ut honom i vildmarken.